# Matinha
Matinha es un municipio brasileño del estado del Maranhão. Su población estimada en 2004 era de 21.207 habitantes. 